# Блашкевич, Иоанн Хризостом
Иоанн-Хризостом Блашкевич (в миру Василий Николаевич Блашкевич; 27 января 1915 года, Белый, Смоленская губерния — 3 октября 1981 года, Нидеральтайх, Германия) — архимандрит, историк, исследователь старообрядчества, участник Русского апостолата в зарубежье.

## Биография
Выпускник Московского института иностранных языков (1936—1941), был сельским учителем в Смоленской области.
В студенческие годы

«Принадлежал в Москве к числу так называемых „мечевцев“, которые имели тогда в Дмитрове в Преображенском храме свой тайный центр. Ими руководил епископ Дмитровский Серафим (Звездинский), хотя он к тому времени уже много лет пребывал в ссылке. Каждые три месяца одна женщина, — её фамилия, кстати, тоже была Преображенская, — ездила к епископу Серафиму и привозила от него для общины духовные наставления. Среди этих наставлений было и такое: оставаться в сергиевской церкви, не переходить ни к иосифлянам, ни к григорьевцам, принимать от неё Святые Дары, но держаться по отношению к ней на расстоянии. Бог рано или поздно поможет Церкви. „Мечевцы“ на пушечный выстрел не приближались к „Декларации“ митрополита Сергия и сторонились всего, что было связано с государством. Например, многие члены этого кружка не пользовались московским метро, потому что из-за постройки подземки были разрушены храмы, и немалым числом… Имя же сосланного епископа Серафима в прошении „о здравии и спасении“ произносилось медленно и выразительно, и при этом все присутствовавшие делали земной поклон, а многие и плакали».

Во время Второй мировой войны дезертировал, служил военным переводчиком у немецких оккупантов. В 1944 году в Польше принял католичество. В 1946 году поступил в монастырь бенедиктинцев Нидеральтайх, где в 1947 году принял монашеский постриг.
В 1947—1951 годах получил философское и богословское образование в университете Пассау, в 1951—1954 годах учился в Руссикуме и в Папском восточном институте Риме.
В 1952 году рукоположён в сан диакона, в том же году в сан священника византийского обряда. Служил в Русском апостолате в Зарубежье, продолжающем традиции русского синодального обряда. С 1979 года — архимандрит.
По воспоминаниям Иринея Тоцке, аббата монастыря Нидеральтайх, о Блашкевиче:

«Прежде всего, он был очень благочестивым человеком. А с возрастом он приобрёл некоторые традиционные черты русского старца. Вокруг него, как и вокруг оптинских старцев, была определённая аура, некое излучение, и оно оказывало облегчающее и освобождающее действие. Он был немногословен с посетителями, но те уходили от него потрясённые… Его образование я бы назвал феноменальным. Он имел отменную философскую подготовку. А как он знал всемирную литературу! По-русски он помнил наизусть не меньше пятисот стихотворений. И, конечно, знал всю русскую классическую прозу. Он хорошо знал также немецкую, английскую, французскую, итальянскую, испанскую и скандинавскую литературы, читал польскую на языке оригинала. Кроме того, он был знатоком живописи. Но, прежде всего он был прирождённым историком, историком Церкви».

## Научная работа
В 1954 году защитил докторскую диссертацию на тему «Поморские ответы как отражение учений русских старообрядцев первой четверти XVIII века».
Работал доцентом русской церковной истории в университете Зальцбурга.
Свои научные исследования публиковал под псевдонимом «Андрей Беломорский» или под именем «Иеромонах Хризостом», без указания фамилии. В СССР журнал «Наука и религия» поместил о двух его брошюрах «Правы ли отрицатели религии?» и «Правы ли отрицатели Церкви?» гневную статью.
Сотрудничал с русскоязычными издательствами в Зарубежье «Жизнь с Богом» в Брюсселе и Русский центр им. Владимира Соловьёва при Фортдемском университете в Нью-Йорке. В библиотеке Бетти Амбивери при центре Христианская Россия в Сериате, Италия имеются книги Блашкевича с его автографами.

## Труды
- Die «Pomorskie otvety» als Denkmal der Anschauungen der russischen Altglaubigen gegen Ende des 1. Viertels des 18. Jahrhunderts // Orientalia Christiana Analecta. Roma, 1957. Vol. 148.
- Die religiösen Kräfte in der russischen Geschichte. — München, 1961.
- Беломорский А. Что значит быть православным? [Б/м]. 1954. 55 с.
- Kirchengeschichte Russlands der neuesten Zeit: 3 Bd. — Munchen; Salzburg, 1965—1968.
- Беломорский А. Православие и папство. Нью-Йорк: Фортдамский университет, 1955. 36 с.
- Беломорский А. Правы ли отрицатели религии? Нью-Йорк: Фортдамский университет, 1959 (2-е изд. Брюссель: Жизнь с Богом, 1965). 91 с.
- Хризостом, иеромонах. Вселенский собор. Нью-Йорк: Фортдамский университет, 1959.
- Хризостом, иеромонах. Вселенский собор и Папство. Нью-Йорк: Фортдамский университет, 1960.
- Хризостом, иеромонах. Возможно ли восстановление единства между Католическою и Православною Церковью. Нью-Йорк: Фортдамский университет, 1961.
- Хризостом, иеромонах. О первенстве святого и всехвального апостола Петра: Как понимал его святой отец Иоанн Златоуст. Брюссель: Жизнь с Богом, 1962. 24 с.
- Хризостом, иеромонах. Вселенский Собор: Слово Папы Иоанна XXIII при открытии II-го Ватиканского Собора. Брюссель: Жизнь с Богом, 1963. 40 с.
- Хризостом, иеромонах. Обновленческий раскол. Его возникновение и бесславный конец (1922—1946). // «Зарубежье» № 3/4, Мюнхен. 1978. 3 с.